# Crepundia

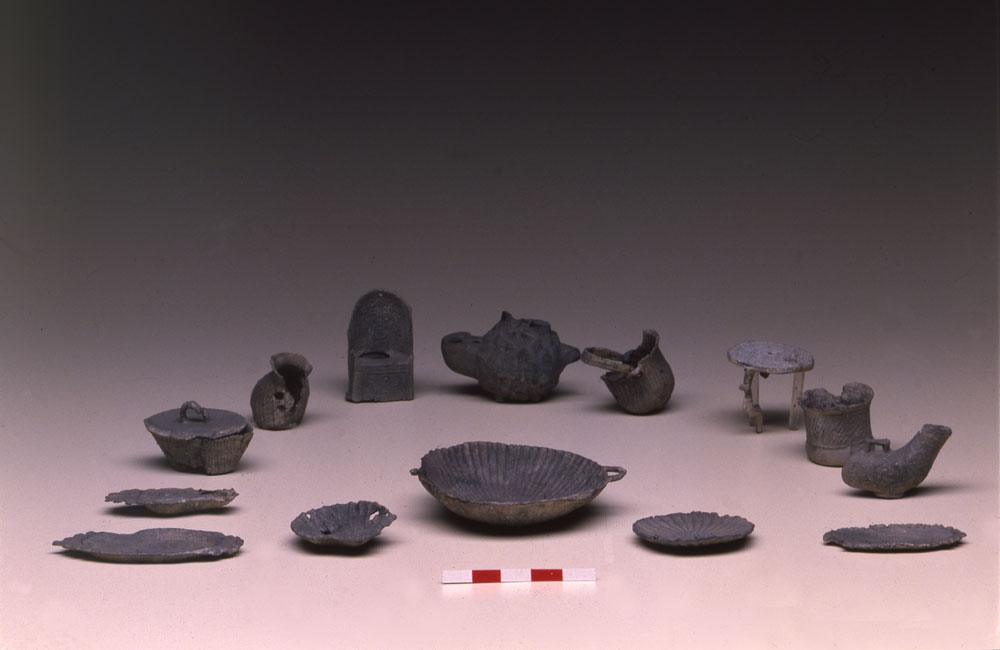
Les jouets en plomb de Iulia Graphis, conservés aux Musées Civiques de Reggio Emilia, sont un exemple de crepundia.

Crepundia dans l'Antiquité classiqueest un terme qui désignait plusieurs types d'objets miniaturisés, généralement associés à l'enfance.

## Étymologie
Le terme dérive du verbe latin crepare (faire du bruit) et fait référence principalement à de petits pendentifs reproduisant des objets quotidiens en miniature, utilisés depuis le IVe siècle av. J.-C. comme pendentifs suspendus au cou ou transversalement sur la poitrine des enfants.

## Description
Il est possible que ces objets aient également été utilisés comme hochets ou jouets. Ce terme englobe aussi les bullae (petits contenants portés autour du cou des enfants dans lesquels étaient conservées les dents de lait), les amulettes et, par extension, les petits jouets.  Il s'agissait souvent d'objets ayant une forte signification symbolique ou même de grande valeur, notamment lorsqu'ils étaient réalisés en matériaux précieux. Dans la comédie latine, le thème de reconnaissance d'un enfant abandonné par le biais d'un crepundium apparaît fréquemment (par exemple, dans les comédies Le Cordage et Le Soldat fanfaron de Plaute), bien qu'il ne soit pas clair à quel point cette pratique était courante.

## Exemples
- Deux sépultures d'enfants d'Aquincum (Ier siècle-IIe siècle apr. J.-C.) ont livré de petits pendentifs en ambre, en os et en verre représentant : un porte-monnaie, un dauphin, un amulette phallique, un peigne, une cigale, une hache et une divinité masculine[7].
- La sépulture d'un enfant à Ponte Galeria à Rome contenait un fil de perles en ambre et en os, une dent percée, une statuette de Bès en faïence et un phallus en ambre[8].
- Des jouets en plomb de Iulia Grafis, retrouvés dans sa tombe à Brixellum[5],[9].